# EDaten
Die Bezeichnung eDaten ist infolge der Modernisierung des zunehmend digital ablaufenden Besteuerungsverfahrens entstanden und umfasst alle an das Finanzamt elektronisch übermittelten Daten.

## Erläuterung
Hierbei handelt es sich um steuerlich relevante Informationen, die elektronisch an das zuständige Finanzamt übermittelt werden. Die eDaten werden mit der Steuer-Identifikationsnummer (Steuer-IdNr) des betreffenden Steuerpflichtigen verknüpft und letzterem dadurch eindeutig zugeordnet. Da diese Daten den Finanzämtern direkt übermittelt werden, müssen sie im Rahmen der Steuererklärung durch den Steuerpflichtigen nicht mehr angegeben werden. Allerdings sollte laut Finanzamt jeder Steuerpflichtige die eDaten einer kritischen Überprüfung unterziehen: Sollten Ungereimtheiten vorliegen, obliegt es dem betreffenden Steuerpflichtigen, die Daten dementsprechend zu korrigieren. Werden fehlerhafte eDaten im Rahmen der Steuererklärung nicht korrigiert, gelten die dem Finanzamt elektronisch übermittelten Daten als Angaben des Steuerpflichtigen selbst. Dies wurde durch die Änderung des § 150, Abs. 7 der Abgabenordnung (AO) im Rahmen des Gesetzes zur Modernisierung des Besteuerungsverfahrens am 16. April 2018 rechtlich verankert:
„Daten, die von mitteilungspflichtigen Stellen nach Maßgabe des § 93c an die Finanzverwaltung übermittelt wurden, gelten als Angaben des Steuerpflichtigen, soweit er nicht in einem dafür vorzusehenden Abschnitt oder Datenfeld der Steuererklärung abweichende Angaben macht.“ (AO, § 150, Abs. 7, Satz 2)

## eDaten: Arten der von Dritten an die Finanzämter übermittelten Daten
Die an das Finanzamt elektronisch übermittelten Daten sind sehr vielfältiger Natur. Hierbei handelt es sich sowohl um die auf der Lohnsteuerbescheinigung aufgeführten Daten (wie beispielsweise Bruttoarbeitslohn, einbehaltene Lohnsteuer oder geleistete Beiträge zur Renten-, Kranken- oder Pflegeversicherung) als auch um an Dritte geleistete Beiträge zur Altersvorsorge (Riester-Rente) oder um weitere erhaltene Lohnersatzleistungen (wie beispielsweise Arbeitslosengeld oder Elterngeld).

## eDaten: Auswirkung auf die Steuererklärung
Ab dem Steuerjahr 2019 verzichtet die Finanzverwaltung auf die Angabe der eDaten in den betreffenden Steuerformularen (eDaten-Verzicht). Das bedeutet, dass Steuerpflichtige von nun an auf zahlreiche Angaben in ihrer Steuererklärung verzichten können – sofern sie mit den entsprechenden eDaten einverstanden sind. Infolgedessen hat die Finanzverwaltung ihre Formulare weitestgehend geändert, um dem eingeführten eDaten-Verzicht Rechnung zu tragen: Abgesehen von der neuen Anleitung zu den eDaten, die allgemeine Informationen bezüglich der Kennzeichnungen innerhalb der betreffenden Formulare enthält, entfällt in vielen Steuerfällen beispielsweise die Abgabe der Anlage N. Die zahlreichen, für das Steuerjahr 2019 vorgenommenen Änderungen werden in einem umfangreichen Schreiben (86 Seiten) des Bundesfinanzministeriums detailliert beschrieben.